# Hélène Carrère d'Encausse
Hélène Carrère d'Encausse, nata Hélène Zourabichvili (Parigi, 6 luglio 1929 – Parigi, 5 agosto 2023), è stata una storica e politica francese, membro dell'Académie française, della quale svolse permanentemente dal 1999 al 2023 le funzioni di segretaria.

## Biografia
Di padre era georgiano e madre di origine russo-tedesca, Hélène Carrère d'Encausse ottenne la nazionalità francese nel 1950. Vissuta in un ambiente familiare cosmopolita e multilingue, era sorella del compositore Nicolas Zourabichvili.
Specializzata nella storia della Russia, si formò all'Institut d'études politiques de Paris di Parigi. Il 13 dicembre 1990 fu eletta all'Académie française, nella quale occupò il seggio numero 14. Nel 1991 lo scultore Goudji realizzò la sua spada accademica.

## Vita privata
Col marito Louis Carrère d'Encausse ha avuto tre figli, tra cui Emmanuel Carrère, scrittore, sceneggiatore e regista.

## Opere
- Le Conflit de la Corée : 1950-1952, Bruxelles, institut de sociologie Solvay, coll. « Études de cas conflits internationaux », 1959, pp.52.
- Réforme et révolution chez les musulmans de l'Empire russe, Préf. Maxime Rodinson, Paris, Presses de la Fondation nationale des sciences politiques, coll. « Références » n. 4, 1966, ISBN 2-7246-0455-5, pp.311.
- Central Asia, a Century of Russian Rule, New York, Columbia University Press, 1967; réédition, Duke University Publication, 1990.
- Helene Carrère d'Encausse e Stuart R. Schram, L'URSS, la Cina e le Rivoluzioni nei paesi sottosviluppati (L'URSS et la Chine devant la révolution des sociétés pré-industrielles, 1969), Collezione i gabbiani, Milano, Il Saggiatore, 1972.
- L'Union soviétique de Lénine à Staline : 1917-1953, Paris, Éd. Richelieu, coll. « L'Univers contemporain » n.2, 1972, pp.446+32.
- La Politique soviétique au Moyen-Orient, 1955-1975, Presses de la F.N.S.P., 1975.
- Esplosione di un Impero? Il colosso sovietico: una compattezza solo apparente. Il risveglio dei cento popoli che reclamano nuove autonomie. L'avanzata demografica dei popoli asiatici. Lo spettro dell'Islam (L'Empire éclaté: la révolte des nations en URSS, 1978), Presentazione di Bernardo Valli, Roma, Edizioni e/o, 1979.
- Lénine : la révolution et le pouvoir, Paris, Flammarion, coll. « Champs : politique » n.72, 1979, ISBN 2-08-081072-3, pp.297.
- Staline : l'ordre par la terreur, Paris, Flammarion, coll. « Champs : politique », 1979, ISBN 2-08-081073-1, pp.294.
- Le Pouvoir confisqué : gouvernants et gouvernés en URSS, Paris, Flammarion, 1980, ISBN 2-08-064300-2, pp.328.
- Il Potere in URSS. Un partito forte, stabile, ma lontano dalla società. Come e perché si entra nel Partito. La fabbrica delle anime: come si forma l'homo sovieticus. Perché i Sovietici eleggono Brežnev. Le forme della resistenza sociale, Roma, edizioni e/o, 1981.
- Le Grand Frère: l'Union soviétique et l'Europe soviétisée, Paris, Flammarion, 1983, ISBN 2-08-064577-3, pp.381.
- La déstalinisation commence: 1956, Bruxelles, Complexe, coll. « La Mémoire du siècle » n.34, 1984, ISBN 2-87027-142-5, pp.209; ed. riveduta e aumentata col titolo La Deuxième Mort de Staline, 2006.
- Ni paix ni guerre: le nouvel Empire soviétique ou du bon usage de la détente, Paris, Flammarion, 1986, ISBN 2-08-064860-8, pp.413.
- Le Grand Défi: bolcheviks et nations, 1917-1930, Paris, Flammarion, coll. « Nouvelle bibliothèque scientifique » n.138, 1987, ISBN 2-08-211170-9, pp.333.
- Le Malheur russe: essai sur le meurtre politique, Paris, Fayard, 1988, ISBN 2-213-02236-4, pp.546.
- La Gloire des nations ou La Fin de l'Empire soviétique, Paris, Fayard, 1990, ISBN 2-213-02439-1, pp.431.
- Victorieuse Russie, Paris, Fayard, 1992.
- L'URSS de la Révolution à la mort de Staline: 1917-1953, a cura di Nicolas Roussellier, Paris, Le Seuil, coll. « Points : histoire », 1993, ISBN 2-02-014049-7, pp.375.
- (EN)  The Nationality Question in the Soviet Union and Russia, Oslo, Scandinavian University Press, 1995, 74 p.
- Nicolas II: la transition interrompue: une biographie politique, Paris, Fayard, 1996, ISBN 2-213-59294-2, pp.552.
- Lenin. L'uomo che ha cambiato la storia del '900 (Lénine, 1998), Collana Storica, Milano, Corbaccio, 2000, ISBN 978-88-797-2362-6.
- La Russie inachevée, Paris, Fayard, 2000.
- Caterina la Grande. Una donna sul trono di San Pietroburgo (Catherine II: un âge d'or pour la Russie, 2002), Collana Saggi, Milano, Rizzoli, 2004, ISBN 978-88-170-0097-0.
- Russie, la transition manquée, Paris, Fayard, coll. « Les Indispensables de l'histoire », 2005, 1 032, ISBN 2-213-62616-2. [raccoglie 3 testi: Lénine, Nicolas II et Unité prolétarienne et diversité nationale : Lénine et la théorie de l'autodétermination]
- L'Empire d'Eurasie : une histoire de l'Empire russe de 1552 à nos jours, Paris, Fayard, 2005, ISBN 2-213-62312-0, pp.506.
- Alexandre II : le printemps de la Russie, Paris, Fayard, 2008, ISBN 978-2-213-63459-3, pp.522+4.
- La Russia tra due mondi (La Russie entre deux mondes, 2010), Collana Piccoli saggi n.50, Roma, Salerno, 2011, ISBN 978-88-840-2728-3.
- Des siècles d'immortalité : l'Académie française, 1635-..., Paris, Fayard, 2011, ISBN 978-2-213-66633-4, pp.401.
- Les Romanov : une dynastie sous le règne du sang, Paris, Fayard, 2013, ISBN 978-2-213-67759-0, pp.442+12.
- Six années qui ont changé le monde : 1985-1991, la chute de l'Empire soviétique, Paris, Fayard, 2015, ISBN 978-2-213-69914-1, pp.418.
- Le Général de Gaulle et la Russie, Paris, Fayard, 2017, ISBN 978-2-213-70555-2, pp.288.
- La Russie et la France: de Pierre le Grand à Lénine, Paris, Fayard, 2019.
- Aleksandra Kollontaj. La valchiria della rivoluzione (Alexandra Kollontaï, la walkyrie de la Révolution, 2021), traduzione di E. Braida, Collana Storia, Torino, Einaudi, 2023, ISBN 978-88-062-5468-1.

### Curatele
- Le Marxisme et l'Asie : 1853-1964, con Stuart R. Schram, Paris, Armand Colin, coll. « U : idées politiques », 1966, ISBN 2-200-31138-9, pp.493.
- Direzione con Philippe Levillain, Nations et Saint-Siège au xxe siècle, Paris, Fayard, 2003, ISBN 2-213-61365-6, pp.447.
- L'Impératrice et l'Abbé : un duel littéraire inédit entre Catherine II et l'abbé Chappe d'Auteroche, Paris, Fayard, 2003, ISBN 2-213-61654-X, pp.632.
- Direzione con Gabriel de Broglie, Giovanni Dotoli e Mario Selvaggio, Le Dictionnaire de l'Académie française: langue, littérature, société, Paris, Hermann, coll. « Vertige de la langue », 2017, ISBN 978-2-7056-9381-7, pp.427.

## Onorificenze

### Onorificenze straniere
Onorificenze accademiche